# Dallara F317
El Dallara F317 es un monoplaza de carreras desarrollado por el fabricante italiano Dallara, esto para su uso en todas las categorías de Fórmula 3. El F317 es el trigésimo séptimo automóvil utilizado por los campeonatos de Fórmula 3 autorizados por la FIA. Aunque el F317 es solo un chasis F312 aerodinámico, funciona como un reemplazo del viejo chasis Dallara F312. Sin embargo, algunas series como el Eurofórmula Open optaron por un chasis F312 ligeramente mejorado en lugar del paquete F317 para mantener los costos bajos.